# Riforma goldoniana
Per riforma goldoniana del teatro si intende una serie di cambiamenti graduali della composizione del testo drammaturgico moderno. Tra i lavori che segnarono le tappe di questo processo si ricorda Momolo cortesan (1738) nel quale Carlo Goldoni scrisse per intero la parte del protagonista, La donna di garbo (1743), che fu la prima commedia di carattere scritta per esteso e Il servitore di due padroni (1745).
La riforma di Goldoni intendeva colpire proprio quella prassi teatrale che egli considerava responsabile della distanza che si era creata tra mondo e teatro: testo scritto, meno spazio all'improvvisazione e recitazione realistica.
L'introduzione della musica nelle commedie di carattere, nasce con Goldoni, e da luogo all'opera comica veneziana, come funzione educativa dello spettacolo teatrale che doveva rispettare i valori della società di riferimento e l'uso del dialetto veneziano. Alla luce di queste caratteristiche si può parlare per Goldoni di teatro illuminista moderato.